# Unspeakable Vault (of Doom)

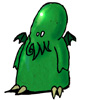
Cthulhoo

Unspeakable Vault (of Doom): or Weird Tales from the Old Ones est un webcomic en anglais créé en 2003, scénarisé et dessiné par François Launet, alias Goomi, un infographiste français.

## Le comic
Unspeakable Vault (of Doom) est une bande dessinée en ligne, généralement publiée sous forme de comic strips, parodiant le Mythe de Cthulhu créé par Howard Phillips Lovecraft.

## Les personnages

### Les personnages principaux

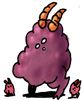
Shubby

- Cthuloo (référence à Cthulhu), vivant dans la cité sous-marine de R'lyeh. Toujours affamé, il passe son temps à chercher des humains à dévorer. Il est systématiquement invoqué lorsque quelqu’un prononce la phrase « Ph'nglui mglw'nafh Cthulhu R'lyeh wgah'nagl fhtagn » (phrase signifiant « Dans sa demeure de R'lyeh, le défunt Cthulhu rêve et attend », tirée de la nouvelle L'Appel de Cthulhu), ce sont généralement des cultistes, des groupes de heavy metal et des rôlistes qui s’offrent volontairement ou involontairement au dieu ancien. L’invocation de Cthuloo est un gag récurrent dès les premiers épisodes.
- The-one-who-is-not-to-be-named (Hastur), dessiné sous son avatar de Roi en Jaune. Son nom est associé à une puissante magie, et ceux qui le prononcent explosent.
- Zathoth (Azathoth), le Sultan des Démons, à l’intelligence nulle.
- Yogzotot (Yog-Sothoth), représenté sous la forme de sphères iridescentes. C’est la Clé et la Porte des dimensions, le maître du Temps. Il déteste qu’on le compare à des bulles de savon.
- Nyarly (Nyarlathotep), Dieu Extérieur dont la passion est de rendre fous les humains. Généralement représenté sous son avatar de Langue Sanglante, il aime se déguiser en mettant différents masques (en référence aux Masques de Nyarlathotep).
- Shubby (Shub-Niggurath). Elle aime se promener dans les bois avec ses rejetons, ainsi que dévorer ses cultistes.
- Ygo (Y’Golonac), le Grand Ancien sans tête, mais qui dispose de deux bouches dans les paumes de ses mains.
- Dagoon (Dagon), le chef des Profonds. Se balade toujours avec un énorme pilier sur l’épaule (en référence à la nouvelle de même nom écrite par Lovecraft).
- Tindaloo (en référence aux Chiens de Tindalos, de la nouvelle de même nom): un chien bleu qui sert d’animal de compagnie à Cthuloo.
- Les Shoogies (en référence aux Shoggoths) : masse gélatineuse informe et stupide, munie de nombreux yeux et de nombreuses dents.

### Les personnages secondaires
De nombreux autres personnages apparaissent dans quelques strips, en guise de « clins d’œil » :
- d’autres divinités ou créatures du Mythe (Ithaqua, Abhoth, Bast, des goules ou des Profonds…)
- des personnages créés par Lovecraft (Herbert West, Abdul al-Hazred, Erich Zann…)
- des personnages empruntés à des croyances populaires ou religieuses (Dieu, Satan, la Faucheuse…)
- des personnages de fiction empruntés à d’autres œuvres (Rincevent et son Bagage, Néo, Fox Mulder, Superman, Hulk, Godzilla…)
- des personnalités ayant réellement existé (Jean-Paul II, Maurits Cornelis Escher, Schrödinger, Euclide…)

## Munchkin Cthulhu
En septembre 2007, l’éditeur américain de la série Steve Jackson Games annonce que la seconde extension de Munchkin Cthulhu paraitra début 2008 et sera consacrée au webcomic Unspeakable Vault (of Doom). Pour l’occasion, François Launet (alias Goomi, l’auteur du webcomic) remplacera l’illustrateur historique de la série, John Kovalic.